# Kurt Kremer (Physiker)
Kurt Kremer (* 17. Juni 1956 in Kapellensüng) ist ein deutscher Physiker.

## Leben
Kremer studierte von 1974 bis 1980 Physik in Köln, wo er auch 1983 bei Kurt Binder promoviert wurde. Von 1982 bis 1984 arbeitete er als wissenschaftlicher Mitarbeiter am KFA Jülich, worauf eine Postdoktorandenstelle in der Exxon Research and Engineering Co., Annandale NJ, folgte. Nach seiner Habilitation 1988 an der Universität Mainz, ging er bis 1995 wieder zurück nach Jülich. Nach verschiedenen Forschungsaufenthalten (u. a. an der University of Minnesota und der UC Santa Barbara) wurde Kremer 1995 Direktor und wissenschaftliches Mitglied des Max-Planck-Instituts für Polymerforschung in Mainz (1998–2000, 2008–2010 und 2018–2020 geschäftsführend).
Seine Forschung beschäftigt sich mit theoretischer Physik und physikalischer Chemie von insbesondere biologischen und synthetischen makromolekularen Materialien, der Entwicklung und Anwendung von (Multiskalen-)Computersimulationsmethoden, sowie Prozess-Struktur-Eigenschaftsbeziehungen, Morphologie und Dynamik von Polymeren, Polyelektrolyten, Gelen, Membranen, Flüssigkristallen und Peptiden und Polymere für elektronische Anwendungen. Er ist (Mit-)Verfasser von über 260 wissenschaftlichen Publikationen.

## Mitgliedschaften und Auszeichnungen
Seit 1996 ist Kurt Kremer Adjoint Professor für Physik an der Johannes Gutenberg-Universität Mainz und seit 2011 Honorarprofessor an der Ruprecht-Karls-Universität Heidelberg. Weiterhin ist er gewähltes Mitglied der Deutschen Akademie der Naturforscher Leopoldina, Halle (2012), Fellow der American Physical Society (2006) und Distinguished Professor of Materials Science and Chemical Engineering an der University of Minnesota (1991). Er erhielt den Walter-Schottky-Preis der Deutschen Physikalischen Gesellschaft (1992), den American Physical Society Polymer Physics Prize (2011) sowie einen ERC-Advanced Grant (2014). 2016 wurde er zum Mitglied der European Academy of Sciences (EURASC) gewählt, seit November 2018 ist er Mitglied im Rat für Informationsinfrastrukturen. Ebenfalls 2018 wurde er Mitglied der Academia Europaea. 2022 erhielt er den International Award of the Society of Polymer Science Japan sowie den Bernie Alder CECAM prize, 2024 den Hermann-Staudinger-Preis der Gesellschaft Deutscher Chemiker.